# The Blackeyed Susans
The Blackeyed Susans je australská rocková hudební skupina. Vznikla v roce 1989 a původní sestavu tvořili David McComb (zpěv, kytara), Alsy MacDonald (bicí), Phil Kakulas (baskytara), Rob Snarski (zpěv, kytara) a Ross Bolleter (varhany, akordeon). Později se sestava kapela několikrát změnila, hráli zde například Martyn P. Casey a Warren Ellis, pozdější členové kapely Nick Cave and the Bad Seeds. Své první řadové album, které dostalo název Welcome Stranger, kapela vydala v roce 1992 (již předtím kapela vydala tři EP). Vedle autorských písních jsou zde také dvě coververze: „Viva Las Vegas“ (Doc Pomus, Mort Shuman) a „Close Watch“ (John Cale). Později kapela vydala několik dalších alb, mezi něž patří například Dedicated to the Ones We Love (2001), které je složené výhradně z coververzí.

## Diskografie
- Welcome Stranger (1992)
- All Souls Alive (1993)
- Hard Liquor, Soft Music (1994)
- Mouth to Mouth (1995)
- Spin the Bottle (1997)
- Dedicated to the Ones We Love (2001)
- Shangri-La (2003)